# Новоспасовка (Миллеровский район)
Новоспасовка — хутор в Миллеровском районе Ростовской области.
Входит в состав Первомайского сельского поселения.

## Население
| 2010 |
| ---- |
| 631  |

## Улицы
| - ул. Вишневая, - ул. Ёлочная, - ул. Лесная, - ул. Мажурина, | - ул. Молодёжная, - ул. Плодопитомническая, - ул. Производственная, - пер. Прудный, | - ул. Центральная, - ул. Чапаева, - ул. Школьная. |

## Известные уроженцы
- Чуканов, Анатолий Алексеевич (1951—2021) — советский велогонщик, олимпийский чемпион. Заслуженный мастер спорта СССР.